# Up the Bracket
Up the Bracket è l'album di debutto del gruppo rock inglese The Libertines pubblicato per la Rough Trade. È stato prodotto dal chitarrista dei The Clash Mick Jones.
La NME lo ha piazzato al secondo posto dei cento migliori album del decennio.

## Tracce
1. Vertigo – 2:37
2. Death on the Stairs – 3:24
3. Horrorshow – 2:34
4. Time for Heroes – 2:40
5. Boys in the Band – 3:42
6. Radio America – 3:44
7. Up the Bracket – 2:40
8. Tell the King – 3:22
9. The Boy Looked at Johnny – 2:38
10. Begging – 3:20
11. The Good Old Days – 2:59
12. I Get Along – 2:51

## Formazione
- Pete Doherty - voce e chitarra
- Carl Barât - voce e chitarra
- John Hassall - basso
- Gary Powell - batteria